# Телячий (остров, Чернигов)
Телячий (укр. Телячий) — речной остров на реке Десна, расположенный на территории Деснянского района Черниговского горсовета (Украина). Площадь — около 6 га. Необитаем.

## География
Длина — 0,5 км, ширина — 0,19 км. Наивысшая точка — н/д м, средняя высота — м. Берега острова — м. Образован вследствие русловых процессов Десны: из выступающего мыса правого берега Десны в остров, отделённый протокой.
Остров расположен между основным руслом и протокой реки Десна — на крайнем юге Деснянского района: северо-восточнее автомобильного моста через реку Десна. Остров дугообразной формы, вытянутый с северо-востока на юго-запад. Берега острова пологие, западный — извилистый, где вглубь острова вдаётся залив. В период половодья береговая линия подтапливается. Отделен от суши протокой русла Десны. Нет дорожного сообщения с материком.
Растительность острова представлена лиственными породами деревьев.
В северной части острова расположен памятник археологии местного значения — поселение Телячий остров (IV—I тыс до н. э.) площадью 2,94 га с охранным № 6262.